# Anästhesiepflege
Die Anästhesiepflege ist ein Teilbereich der Krankenpflege und umfasst die pflegerischen Tätigkeiten innerhalb des Bereiches der Anästhesie. Der Beruf wird durch Gesundheits- und Krankenpflegepersonal oder Fachpflegekräfte für Intensivpflege und Anästhesie ausgeübt, die dem Anästhesisten bei der Vorbereitung, Durchführung und Nachbereitung der Narkose assistieren (gilt für Deutschland).

## Ausbildung
Grundsätzlich ist eine abgeschlossene Ausbildung als Gesundheits- und Krankenpfleger notwendig, um in der Anästhesiepflege zu arbeiten. Zusätzlich kann eine Fachweiterbildung zur Fachpflegekraft für Intensivpflege und Anästhesie absolviert werden.
Seit einigen Jahren wird außerdem die dreijährige Ausbildung zum Anästhesietechnischen Assistenten angeboten, mit der ein Einsatz in operativen Funktionsbereichen sowie in Aufwachräumen möglich ist, nicht jedoch auf Stationen.

## Geschichte
Bis in die 1960er wurde die Narkose von den Operateuren selbst, von Pflegekräften oder Medizinstudenten unter deren Aufsicht durchgeführt. In den 1950er Jahren kamen erste Forderungen nach speziellen Fortbildungen für „Narkoseschwestern“ auf, die Anfang der 1960er in einzelnen Krankenhäusern, beispielsweise in Freiburg im Breisgau, München oder dem Bundeswehrzentralkrankenhaus Koblenz nach unterschiedlichen Richtlinien angeboten wurden. Kurz zuvor gab es in Deutschland den ersten Facharzt für Anästhesie. 1964 begann in Mainz die erste systematische Fachweiterbildung über zwei Jahre.

## Aufgaben
In einem Operationssaal arbeiten je ein Anästhesist und eine Anästhesiepflegekraft als Team zusammen. Dabei besteht die Arbeit der Pflegekraft in der Vorbereitung und Assistenz. Dies beinhaltet die Vorbereitung und regelmäßige Überprüfung der Narkosegeräte, der Überwachungsmonitore und anderer Überwachungsgeräte, Vorbereitung der Narkosemittel und weiterer benötigter Medikamente.
Vor der Narkoseeinleitung werden die Patienten von der Pflegekraft an die Überwachungsgeräte angeschlossen, es wird ein venöser Zugang für Infusionen gelegt. Die Narkoseeinleitung selbst, die Aufrechterhaltung und die Ausleitung sind ärztliche Aufgaben, bei der die Pflegekraft assistiert.
Eine weitere Aufgabe ist die Lagerung des Patienten auf dem OP-Tisch, für die grundsätzlich der Arzt verantwortlich ist (während der Narkoseeinleitung der Anästhesist, ab OP-Beginn der Operateur). Üblicherweise wird die Lagerung jedoch an das entsprechende Pflegepersonal, beispielsweise eine Fachperson für Operationslagerungen delegiert.
Des Weiteren ist der Anästhesiepfleger neben dem Anästhesisten verantwortlich für die Übergabe des Patienten an den Aufwachraum, welcher entweder ebenfalls vom Anästhesie- oder vom Intensivpflegepersonal besetzt ist, die Nachbereitung des Anästhesiearbeitsplatzes und der hygienisch korrekten Wiederaufbereitung verwendeter Materialien (Sterilisation).
Im Aufwachraum werden die Patienten je nach Art der Operation noch bis zu mehreren Stunden mit Hilfe des Überwachungsmonitors engmaschig überwacht, bis sie wieder auf die Station zurückverlegt werden.
In manchen Krankenhäusern werden auch der Schockraum und hausinterne Reanimationen von der Anästhesiepflege mitbetreut.

## Zukunftsaussichten
Seit etwa Anfang des 21. Jahrhunderts gibt es in Halle/Saale und Frankfurt/Main Pilotprojekte, um Anästhesietechnische Assistenten (ATA) auszubilden, die jedoch nicht dem Pflegeberuf zugerechnet werden.
Im HELIOS-Kliniken-Konzern existiert seit 2004 eine interne, einjährige Weiterbildung für Anästhesiepfleger zum Medizinischen Assistenten für Anästhesie (MAfA). Am 9. März 2007 meldete der MDR, HELIOS habe das Programm beendet. In der Meldung des MDR wurde von einem „stark umstrittenen Programm zur Organisation von Narkosen“ gesprochen und auf einen bisher ungeklärten Vorfall verwiesen. Es heißt: „Vor anderthalb Jahren hatte ein Abiturient bei einer Routine-Operation am Helios-Klinikum Erfurt einen Herzstillstand erlitten. Sein Hirn wurde dabei schwer geschädigt. Bei der Narkose war ein MAfA eingesetzt. Helios bestreitet jedoch einen Zusammenhang.“ Ebenfalls am 9. März 2007 gab die HELIOS Kliniken GmbH eine neue „Konzernregelung Anästhesie“ bekannt, mit der die Ärzte angewiesen werden, den MAfA nicht über den durch die ärztlichen Fachgesellschaften vorgegebenen Rahmen hinaus einzusetzen.
Beide Ansätze sind umstritten, da sie das Konzept der Parallelnarkose beinhalten, das heißt für jeden Patienten ist ein ATA/MAfA zuständig, während der Anästhesist aber nur zur Narkoseeinleitung, Ausleitung und bei Problemen hinzukommt, so dass er mehrere Narkosen gleichzeitig betreuen kann. Diese personal- und somit kostensparende und im europäischen Ausland übliche Praxis wird von den Berufsverbänden der Anästhesisten, der Deutschen Gesellschaft für Anästhesiologie und Intensivmedizin (DGAI) und dem Berufsverband Deutscher Anästhesisten (BDA) in der „Münsteraner Erklärung zur Parallelnarkose“ aus rechtlichen und qualitativen Gründen klar abgelehnt.